# Cours d'eau de deuxième catégorie

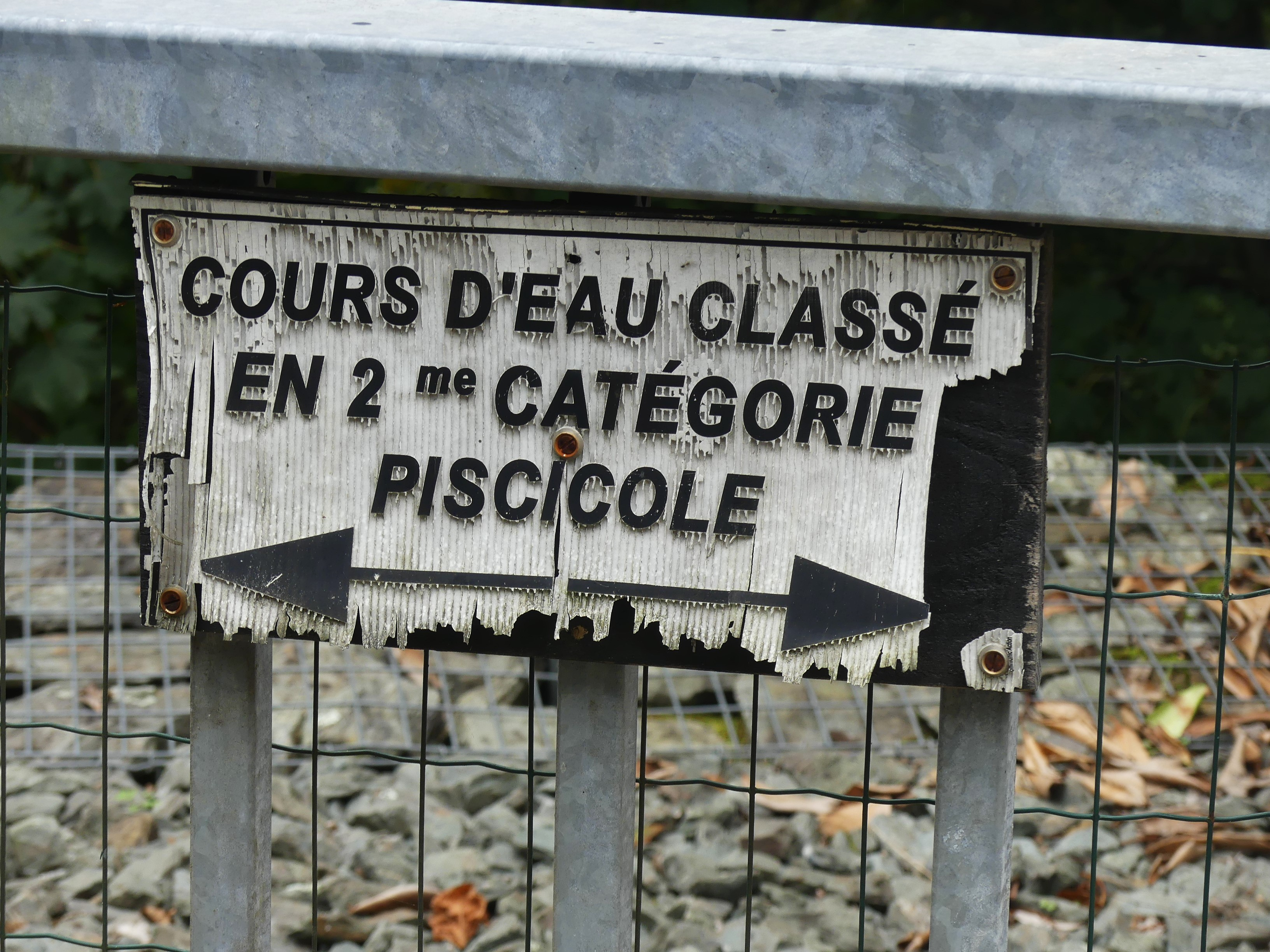
En Dordogne, panneau apposé sur le pont de la RD 81 sur l'Isle, en limite de Nantheuil et Sarrazac.

En France, un cours d'eau de deuxième catégorie est un cours d'eau (rivière, ruisseau, fleuve) où l'espèce biologique dominante est constituée essentiellement de poissons blancs (cyprinidés) (donc cours d'eau cyprinicole) et de carnassiers (brochet, sandre et perche). Depuis les années 1990 ce type de cours d'eau est également peuplé de silures.
Ce type de cours d'eau se trouve généralement en plaine (altitude inférieure à 400 m), et correspond généralement au cours inférieur des rivières ou fleuves français. Ce type s'applique également pour les lacs et étangs français.
La déclaration du type d'un cours d'eau est effectué par le Conseil supérieur de la pêche (CSP), qui veille sur la protection des écosystèmes des cours d'eau et lacs français.
La pêche y est ouverte toute l'année pour les poissons blancs et généralement de début mai à fin décembre pour les carnassiers (brochet, sandre…).
Par opposition aux cours d'eau ou lacs de première catégorie, la qualité de l'eau est très contrastée. Elle y est souvent polluée et on y rencontre souvent le phénomène d'eutrophisation, d'où la présence massive des grands poissons du type brème, carpe ou silure, capables de résister dans ces eaux de mauvaise qualité, généralement faiblement oxygénées.
La présence du brochet dans ce type de cours d'eau diminue de plus en plus à cause de la raréfaction de zones naturelles de frai (assèchement des zones inondables, canalisation des cours d'eau…)
Dans certaines rivières qui gardent un débit soutenu toute l'année et une bonne qualité d'eau, par exemple le Doubs ou l'Ain, il n'est pas rare d'y rencontrer des truites ou même encore des ombres communs.
Généralement toutes les grandes rivières et fleuves français sont déclarés en deuxième catégorie dans leur cours inférieur (Loire, Seine, Rhône).